# Evan Bourne
Matthew Joseph Korklan (* 19. března 1983) je americký profesionální wrestler který působí ve WWE pod ringovým jménem Evan Bourne.
Před podepsáním smlouvy s WWE zápasil jako Matt Sydal na nezávislé scéně pro organizace jako IWA-Mid South, Ring of Honor a Dragon Gate. Zápasil i pro krátce trvající společnost Wrestling Society X a objevil se v několika shows od Total Nonstop Action Wrestling. Je zejména známý pro svůj "vysoko létající" styl zápasení.
Byl členem bývalého týmu Air Boom, společně s Kofi Kingstonem. Měl romantický vztah s Gail Kimovou.

## Ve wrestlingu
- WWE
  - Ukončovací chvaty
    - Air Bourne (Shooting star press)

  - Další chvaty
    - Corkscrew plancha
    - Frankensteiner
    - Headscissors takedown
    - Standing moonsault
    - Suicide dive

  - Přezdívky
    - "Air Bourne"

  - Theme songy
    - "Axeman" od Damiana Wese, Lennyho Charlese a Sparky Buddhy (10. června 2008 - 23. července 2009)
    - "Born to Win" od Mutiny Within a Jima Johnstona (27. července 2009 - do současnosti)
    - "Born to SOS" od Mutiny Within a Collie Buddz (5. září 2011 - 3. října; používáno v týmu Air Boom)
    - "Boom" od Jima Johnstona (7. října 2011 - 16. ledna 2012; používáno v týmu Air Boom)

## Šampionáty a ocenění
- Dragon Gate
  - Open The Brave Gate šampionát (1 krát)
- Independent Wrestling Association Mid-South
  - IWA Mid-South šampionát v lehké těžké váze (1 krát)
  - Ted Petty Invitational (2005)
- NWA Midwest
  - NWA Midwest X Division šampionát (2 krát)
- Ohio Valley Wrestling
  - OVW Šampionát v těžké váze (1 krát)
- Pro Wrestling Illustrated
  - 63. místo v žebříčku 500 nejlepších wrestlerů roku 2009 a 2010 PWI 500
- Ring of Honor
  - ROH Světový šampionát mezi týmy (1 krát) - s Christopherem Danielsem
- World Wrestling Entertainment / WWE
  - WWE Šampionát mezi týmy (1 krát) - s Kofi Kingstonem
  - Cena Slammy Award za Nejlepší ukončovací manévr (2008)
- Wrestling Observer Newsletter
  - Nejlepší létající wrestler (2008)
  - Nejlepší manévr ve wrestlingu (2008)
  - Nejvíce podceňovaný (2009)